# Zaginieni
Zaginieni (ang. Disappeared) to amerykański serial dokumentalny poświęcony osobom, które zniknęły bez śladu. Zarówno w Polsce, jak i w USA, program jest emitowany przez kanał Investigation Discovery. Dotychczas wyprodukowano i wyemitowano pięć sezonów tego serialu. Twórcy serialu otworzyli witrynę findthedisappeared.com, której misją jest wyjaśnienie tajemniczych zaginięć w USA.